# 林佑香
林 佑香（はやし ゆか、2002年（平成14年）4月20日 - ）は、日本のタレント。セント・フォース スプラウト所属。

## 来歴
1歳半から9歳までアメリカ合衆国・ロサンゼルスに住んでいた。頌栄女子学院中学校・高等学校に通い、中学1年生から高校2年生の途中までチアリーディング部に所属していた。
2021年末、セント・フォース スプラウトに所属。
『めざましテレビ』（フジテレビ）の8代目お天気キャスターになることをアルバイトの休憩中に事務所からの電話で知り、母親に最初に報告した。
2025年3月、慶應義塾大学法学部政治学科卒業。

## 人物
- アパレルでのアルバイトの経験がある[8]。

- 『めざましテレビ』に出演する日は午前2時半に起床している[1]。

- アメリカ出身で英語が特技[2]。IELTS 7.0、英検準1級の資格を取得[2]。ニックネームはゆかちゃん[1]。血液型はAB型[2]。

- 趣味はショッピング、ミュージカル映画やドラマを観る、旅行、野球観戦[2]。特に好きな作品は『ラ・ラ・ランド』で、何度も鑑賞している[3]。小さい頃の夢は「ディズニープリンセスになる」[1]。

- 憧れのキャスターは阿部華也子[3]。好きなアーティストはBTS[4][9]。料理はあまりしたことがない[4][10]。好きな食べ物は焼き肉[1][4][11]。好きなおにぎりの具は鮭[4][12]。好きな色はピンク色[4][13]。好きなファッションはワンピース、デニムコーデ[1]。アウトドア派[4][14]。行ってみたい場所はイタリア、フランス[1]。犬派[4][15]。トイプードルが好き[1][4][15]。ポジティブ[1]。座右の銘は「一期一会」[3]。

- 将来の夢は「さまざまな分野についての知識を深め、報道やスポーツ、バラエティなど多方面で幅広く活躍できるアナウンサー」[3]。

## 出演

### 情報番組
- めざましテレビ（フジテレビ）8代目お天気キャスター
  - 月 - 木曜担当（2022年4月4日 - 2024年6月27日）
  - 月 - 金曜担当（2024年7月1日 - ）
  - エンタメリポーター兼務（不定期）

## 書籍

### 写真集
- MEMORY LANE：92614（2024年8月26日、小学館）ISBN 978-4096824641[16]

### 雑誌
- デジタル原色美女図鑑 林佑香 Awakening（2023年6月14日、文藝春秋）[17]

## その他
- 一日警察署長 保土ケ谷署（2024年12月11日）[18]